# Metathenardita
La metathenardita és un mineral de la classe dels sulfats. Va ser descrita originalment per Lacroix l'any 1905 com un hipotètic mineral provinent de la muntanya Pelée, Martinica, Antilles Franceses. Va ser aprovada per l'IMA l'any 2016 després d'analitzar material presentat de la fumarola Glàvnaia Tenoritóvaia, del volcà Tolbàtxik, Rússia.

## Característiques
La metathenardita és un sulfat de fórmula química Na₂SO₄. Cristal·litza en el sistema hexagonal, i es troba en forma de grans. És un mineral dimorf de la thenardita.
Segons la classificació de Nickel-Strunz, la metathenardita pertany a «07.AC - Sulfats (selenats, etc.) sense anions addicionals, sense H₂O, amb cations de mida mitjana i grans» juntament amb els següents minerals: vanthoffita, piracmonita, efremovita, langbeinita, manganolangbeinita, yavapaiïta, eldfellita, godovikovita, sabieïta, thenardita i aftitalita.

## Formació i jaciments
Va ser descoberta a la fumarola Glàvnaia Tenoritóvaia, a l'erupció de la Gran Fissura, al volcà Tolbàtxik, óblast de Kamtxatka (Extrem Orient Rus, Rússia). També ha estat descrita a la muntanya Pelée (Martinica, Antilles Franceses) i al volcà Eldfell (arxipèlgag Vestmannaeyjar, Islàndia).